# Oriolus auratus

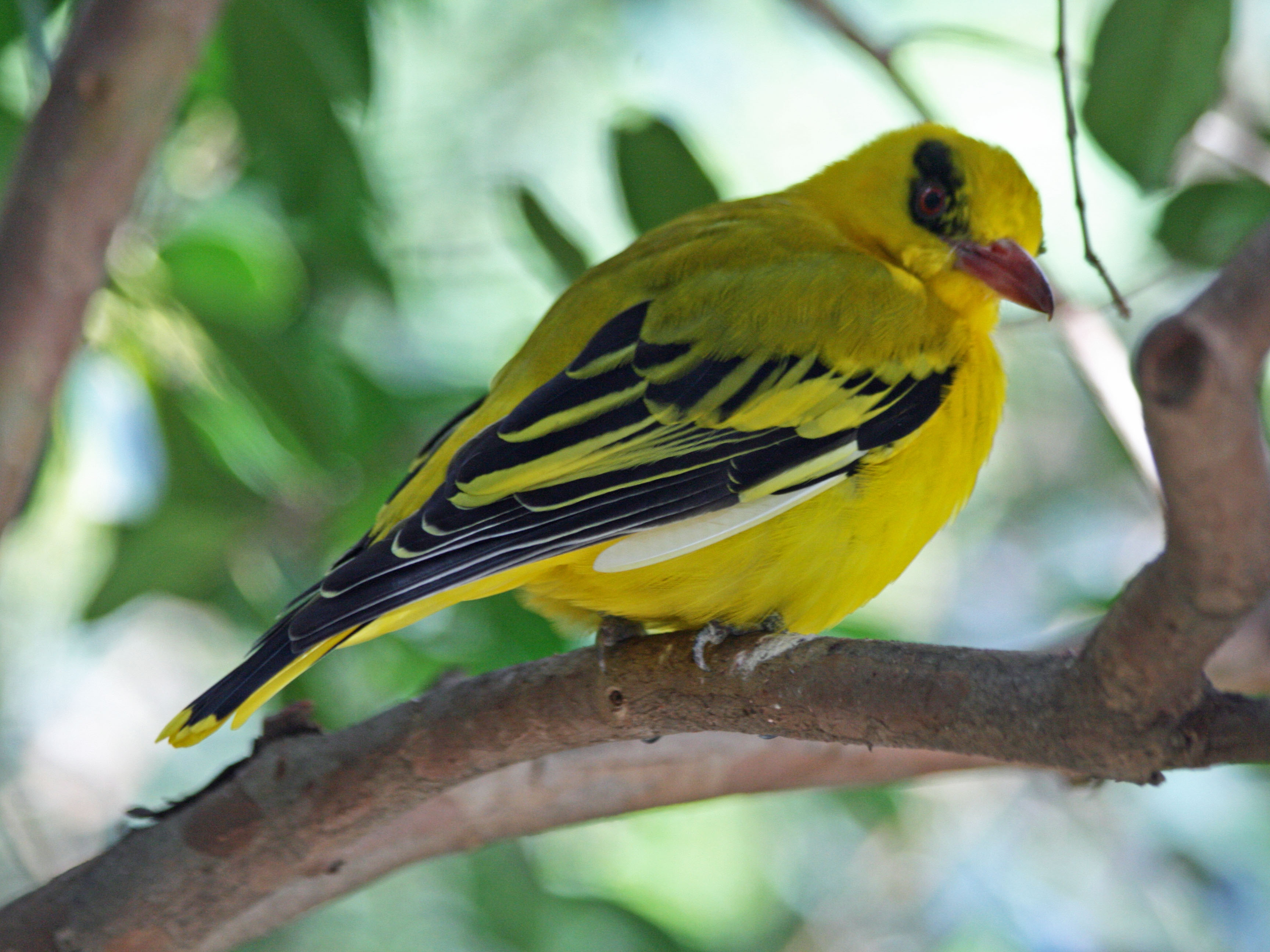
Ejemplar en el San Diego Zoo.

La oropéndola africana (Oriolus auratus) es una especie de ave paseriforme de la familia Oriolidae propia del África subsahariana.

## Descripción
El macho se destaca por su plumaje típico de oropéndola negro y amarillo, si bien el plumaje es predominantemente amarillo, con zonas negras en las plumas de vuelo y en las plumas del centro de la cola. Su alas poseen abundante dorado, que es la característica que distingue a la especie, Oriolus oriolus, que pasa el invierno en África.
La hembra es de un tono verde apagado, y se distingue de la oropéndola europea por tener más negro alrededor de los ojos y las alas más contrastadas. Las oropéndolas son tímidas y es difícil distinguir incluso al macho entre las hojas verdes y amarillas de la foresta.

## Comportamiento
Es un pájaro de los bosques densos y otras zonas bien arboladas. Construyen un nido colgante en los árboles donde suelen poner dos huevos. Se alimentan de insectos, frutos (especialmente de higos) que encuentran en las copas de los árboles, donde pasan la mayor parte del tiempo. Su vuelo es fuerte y directo con algunas ondulaciones en vuelos prolongados.